# Coulee n.º 136
Coulee n.º 136 es un municipio rural canadiense situado en la provincia de Saskatchewan.

## Superficie
Coulee n.º 136 tiene una superficie de 840,54 km².

## Demografía
En 2021, tenía 669 habitantes, una densidad poblacional de 0,8 hab./km², y 206 viviendas.